# USS Shaw (DD-373)
O USS Shaw foi um navio contratorpedeiro operado pela Marinha dos Estados Unidos e a décima embarcação da Classe Mahan. Sua construção começou em outubro de 1934 no Estaleiro Naval da Filadélfia e foi lançado ao mar em outubro de 1935, sendo comissionado na frota norte-americana em setembro do ano seguinte. Era armado com uma bateria principal composta por quatro canhões de 127 milímetros e doze tubos de torpedo de 533 milímetros, tinha um deslocamento de mais de duas mil toneladas e conseguia alcançar uma velocidade máxima de 35 nós. 
O Shaw permaneceu no estaleiro até abril de 1937 e então partiu para um cruzeiro de testes, retornando em junho e passando um ano em doca seca a fim de corrigir deficiências. Foi transferido para a Costa Oeste no início de 1939, onde permaneceu até ser designado para o Havaí em abril de 1940. Em 21 de novembro de 1941 ele colidiu com o navio-tanque USS Sabine e precisou entrar em uma doca seca para reparos. Durante o Ataque a Pearl Harbor em 7 de dezembro, o Shaw foi atingido por três bombas e seu depósito de munição dianteiro explodiu.
O navio passou por reparos em São Francisco e voltou ao serviço em agosto de 1942. Ele foi enviado para apoiar a Campanha de Guadalcanal e participou da Batalha das Ilhas Santa Cruz em outubro. O Shaw continuou a dar suporte para as ações em Guadalcanal e em seguida nas campanhas das Ilhas Gilbert e Marshall, Ilhas Marianas e Palau e Filipinas, muitas vezes escoltando forças de porta-aviões e comboios de suprimentos. O Shaw foi descomissionado em outubro de 1945, pouco depois do fim da guerra, e enviado para desmontagem em julho de 1946.